# Gare de Rosult
La gare de Rosult est une gare ferroviaire française de la ligne de Fives à Hirson, située au lieu-dit Galmont sur le territoire de la commune de Rosult dans le département du Nord, en région Hauts-de-France.
Elle est mise en service en 1870 par la Compagnie du Lille-Valenciennes et devient en 1875 une gare de la Compagnie des chemins de fer du Nord. C'est une halte voyageurs de la Société nationale des chemins de fer français (SNCF) desservie par des trains TER Hauts-de-France.

## Situation ferroviaire
Établie à 18 mètres d'altitude, la gare de Rosult est située au point kilométrique (PK) 29,599 de la ligne de Fives à Hirson, entre les gares de Landas et de Saint-Amand-les-Eaux.

## Histoire
Le premier projet de tracé présenté par la Compagnie du Lille à Valenciennes, approuvé le 5 juin 1867, précise l'emplacement de la station de Rosult. Située au hameau de Galmont, la gare est mise en service lors de l'ouverture de la ligne par la Compagnie du Lille-Valenciennes le 22 juin 1870. Elle devient une gare de la Compagnie des chemins de fer du Nord, lors de sa reprise de la ligne en 1875.

## Service des voyageurs

### Accueil
Halte SNCF, c'est un point d'arrêt non géré (PANG) à accès libre. Elle est équipée d'un automate pour l'achat de titres de transport.

### Desserte
Rosult est desservie par des trains TER Hauts-de-France qui effectuent des missions de type omnibus C60 qui relient Lille-Flandres à Valenciennes. 

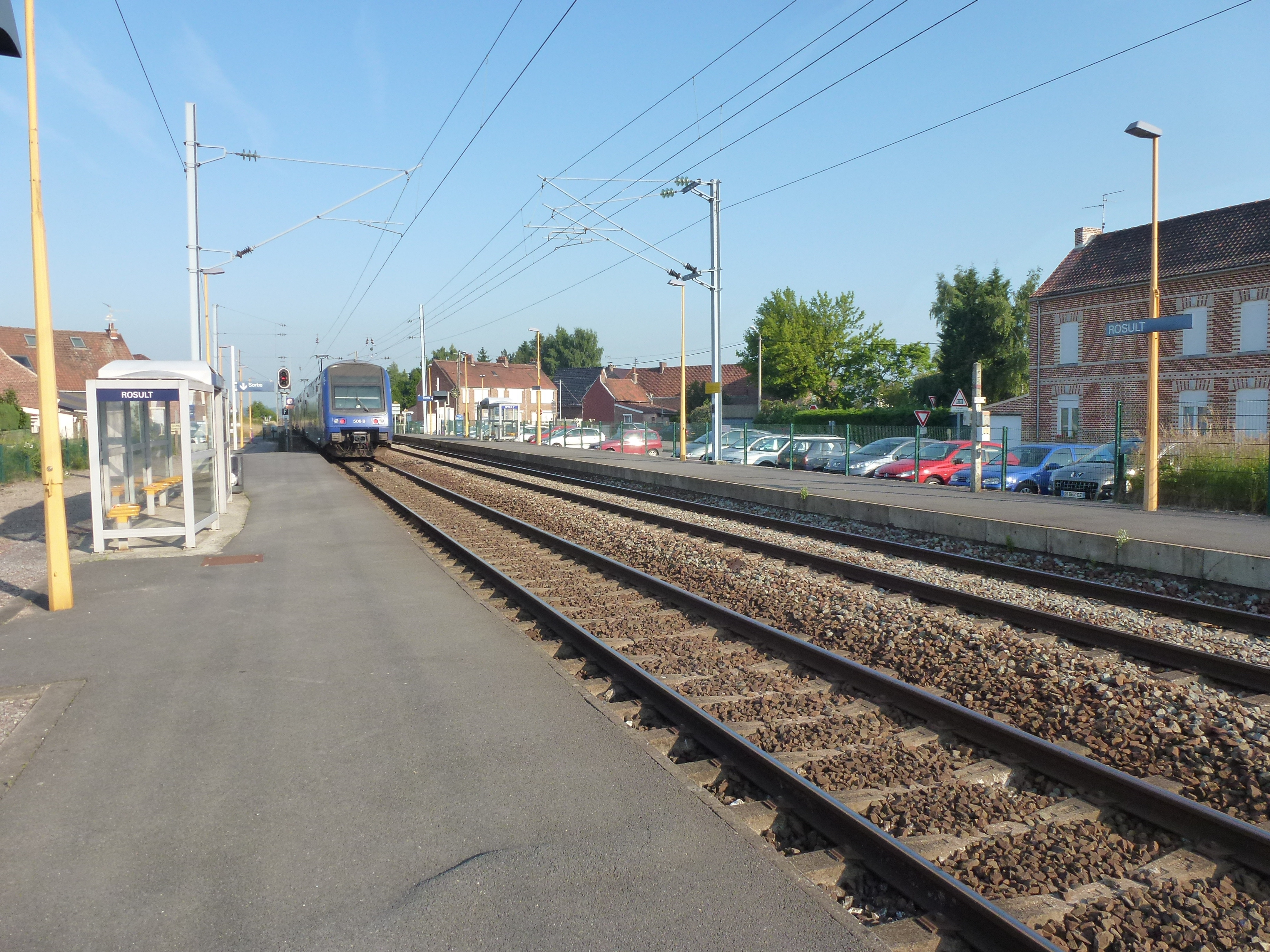
Halte ferroviaire de Rosult

### Intermodalité
Un parking pour les véhicules y est aménagé. 
La ligne 872 du réseau interurbain Arc-en-Ciel 2 dessert la gare par un arrêt situé rue du Pont Censier.